# Armée de terre (Radsportteam)
Armée de terre war ein französisches Radsportteam mit Sitz in Saint-Germain-en-Laye. Die Mannschaft gehört zum französischen Heer.
Die Mannschaft wurde 2011 gegründet und nahm von 2015 bis 2017 als Continental Team an den UCI Continental Circuits teil. Manager war in dieser Zeit David Lima, der von den Sportlichen Leitern Cédric Barre, Vincent Bengochea und Jimmy Casper unterstützt wurde.

## Saison 2017

### Erfolge in der UCI Europe Tour
In der Saison 2017 gelangen dem Team nachstehende Erfolge in der UCI Europe Tour.
| Datum         | Rennen                                    | Kat. | Fahrer            |
| ------------- | ----------------------------------------- | ---- | ----------------- |
| 12. März      | Paris–Troyes                              | 1.2  | Yannis Yssaad     |
| 25. März      | 6. Etappe Tour de Normandie               | 2.2  | Damien Gaudin     |
| 15. April     | Tour du Finistère                         | 1.1  | Julien Loubet     |
| 17. April     | Tro Bro Leon                              | 1.1  | Damien Gaudin     |
| 28. April     | 4. Etappe Tour de Bretagne                | 2.2  | Damien Gaudin     |
| 30. April     | Paris–Mantes-en-Yvelines                  | 1.2  | Fabien Canal      |
| 11. Mai       | 3. Etappe Tour des Hauts-de-France        | 2.HC | Benjamin Thomas   |
| 21. Mai       | 3. Etappe Paris-Arras Tour                | 2.2  | Jordan Levasseur  |
| 19.–21. Mai   | Gesamtwertung Paris-Arras Tour            | 2.2  | Jordan Levasseur  |
| 26. Mai       | 6. Etappe An Post Rás                     | 2.2  | Yannis Yssaad     |
| 31. Mai       | Prolog Luxemburg-Rundfahrt (EZF)          | 2.HC | Damien Gaudin     |
| 9. Juni       | 2. Etappe Ronde de l’Oise                 | 2.2  | Yannis Yssaad     |
| 11. Juni      | 4. Etappe Ronde de l’Oise                 | 2.2  | Jordan Levasseur  |
| 15. Juni      | 1. Etappe Route du Sud                    | 2.1  | Julien Loubet     |
| 6. Juli       | 1. Etappe Troféu Joaquim Agostinho        | 2.2  | Yannis Yssaad     |
| 8. Juli       | 3a. Etappe Troféu Joaquim Agostinho       | 2.2  | Yannis Yssaad     |
| 22. Juli      | 1. Etappe Tour de Wallonie                | 2.HC | Benjamin Thomas   |
| 4. August     | Prolog Portugal-Rundfahrt (EZF)           | 2.1  | Damien Gaudin     |
| 7. August     | 3. Etappe Portugal-Rundfahrt              | 2.1  | Bryan Alaphilippe |
| 10. September | Grand Prix de la Ville de Nogent-sur-Oise | 1.2  | Jordan Levasseur  |

### Mannschaft
| Teamkader 2017                                             | Teamkader 2017     | Teamkader 2017 | Teamkader 2017                      |
| Name                                                       | Geburtsdatum       | Land           | Vorheriges Team                     |
| ---------------------------------------------------------- | ------------------ | -------------- | ----------------------------------- |
| Bryan Alaphilippe                                          | 17. August 1995    | Frankreich     | Guidon Chalettois (2014)            |
| Romain Campistrous                                         | 16. Juli 1992      | Frankreich     | GSC Blagnac Vélo Sport 31 (2016)    |
| Fabien Canal                                               | 4. April 1989      | Frankreich     | US Giromagny VTT (2013)             |
| Bastien Duculty                                            | 28. November 1992  | Frankreich     | VC Villefranche Beaujolais (2016)   |
| Thibault Ferasse                                           | 12. September 1994 | Frankreich     | UC Nantes Atlantique (2015)         |
| Damien Gaudin                                              | 20. August 1986    | Frankreich     | AG2R La Mondiale (2016)             |
| Yann Guyot                                                 | 26. Februar 1986   | Frankreich     | Sojasun espoir-ACNC (2010)          |
| Morgan Kneisky                                             | 31. August 1987    | Frankreich     | Team Raleigh GAC (2016)             |
| Romain Le Roux                                             | 3. Juli 1992       | Frankreich     | BIC 2000 (2012)                     |
| Kévin Lebreton                                             | 30. Oktober 1993   | Frankreich     | UC Cholet 49 (2013)                 |
| Jordan Levasseur                                           | 29. Mai 1995       | Frankreich     | USSA Pavilly Barentin Junior (2013) |
| Julien Loubet                                              | 11. Januar 1985    | Frankreich     | Fortuneo-Vital Concept (2016)       |
| Jérôme Mainard                                             | 25. August 1986    | Frankreich     | CR4C Roanne (2014)                  |
| Stéphane Poulhiès                                          | 26. Juni 1985      | Frankreich     | Occitane CF (2015)                  |
| Jimmy Raibaud                                              | 13. November 1991  | Frankreich     | CR4C Roanne (2014)                  |
| Thomas Rostollan                                           | 18. März 1986      | Frankreich     | AVC Aix-en-Provence (2015)          |
| Benjamin Thomas                                            | 12. September 1995 | Frankreich     | Bourges EC 18 (2014)                |
| Steven Tronet                                              | 14. Oktober 1986   | Frankreich     | Fortuneo-Vital Concept (2016)       |
| Yannis Yssaad                                              | 25. Juni 1993      | Frankreich     | Sojasun espoir-ACNC (2015)          |
|                                                            |                    |                |                                     |
| Quellen: ProCyclingStats Cycling Quotient Cycling Archives |                    |                |                                     |

## Platzierungen in UCI-Ranglisten
UCI Europe Tour
| Saison | Mannschaftswertung | Fahrerwertung         |
| ------ | ------------------ | --------------------- |
| 2015   | 57.                | Romain Combaud (186.) |
| 2016   | 26.                | Julien Duval (78.)    |